# Montán (Lugo)
Montán en galicien (nom officiel) est la localité unique de la parroquia de Santa María de Montán dans le municipio de Samos, comarque de Sarria, province de Lugo, communauté autonome de Galice, au nord-ouest de l'Espagne.
Cette localité est une halte d'une variante pédestre du Camino francés du Pèlerinage de Saint-Jacques-de-Compostelle, entre Triacastela et Sarria.

## Patrimoine et culture

### Pèlerinage de Compostelle
Par une variante pédestre du Camino francés du Pèlerinage de Saint-Jacques-de-Compostelle, le chemin vient de San Xil dans le même municipio de Samos, après avoir franchi l'Alto de Riocabo.
La prochaine localité traversée est Fontearcuda, dans le même municipio de Samos.

## Sources et références
- (fr) Grégoire, J.-Y. & Laborde-Balen, L. , « Le Chemin de Saint-Jacques en Espagne - De Saint-Jean-Pied-de-Port à Compostelle - Guide pratique du pèlerin », Rando Éditions, mars 2006,  (ISBN 2-84182-224-9)
- (fr)« Camino de Santiago  St-Jean-Pied-de-Port - Santiago de Compostela », Michelin et Cie, Manufacture Française des Pneumatiques Michelin, Paris, 2009,  (ISBN 978-2-06-714805-5)
- (fr)« Le Chemin de Saint-Jacques Carte Routière », Junta de Castilla y León, Editorial